# دختر سیگارفروش (مجموعه تلویزیونی)
دختر سیگارفروش (اندونزیایی: Gadis Kretek) یک مجموعه تلویزیونی اندونزیایی با بازی دیان ساستروواردویو، آریو بایو، پوتری مارینو و آریا سالوکا است. این فیلم بر اساس کتابی به همین نام توسط راتیه کومالا، در پس زمینه صنعت تنباکوی اندونزی است که از نزدیک با تاریخ این کشور در هم تنیده است.

## داستان
داستان در دهه ۱۹۶۰ و اوایل دهه ۲۰۰۰ می‌گذرد و در دو دوره زمانی با پسری که از گذشته جدا شده است به دنبال دختری از گذشته پدرش می‌گردد تا آرزوی در حال مرگ غول سیگار را برآورده کند.